# B and E, Texas
B and E, Texas (енгл. B and E) насељено је место без административног статуса у америчкој савезној држави Тексас.

## Демографија
По попису из 2010. године број становника је 518.
| Група             | 2000.    | 2010.       |
| Белци             | 0 (0,0%) | 10 (1,9%)   |
| Афроамериканци    | 0 (0,0%) | 0 (0,0%)    |
| Азијати           | 0 (0,0%) | 0 (0,0%)    |
| Хиспаноамериканци | 0 (0,0%) | 508 (98,1%) |
| Укупно            | 0        | 518         |